# Хотимля (Смоленская область)
Хотимля — бывшая деревня в Починковском районе Смоленской области России.

## География
Находилась на левом берегу реки Сож между сохранившимися ещё деревнями Тростянка и Тереховка.
В справочнике 1981 года сообщается, что деревня Хотимля значилась в списках только до 1971 года . 
В справочнике 1993 года она тоже значится, как уже прекратившая существование.